# Tiglato de propila
Tiglato de propila, 2-metilcrotonato de propila ou 2-metil-2-butenoato de propila é o composto químico orgânico,  o éster do ácido 2-metil-2-butenoico do álcool propílico, ou n-propanol (1-propanol), de fórmula molecular C8H14O22, de massa molecular 142,19556. Apresenta ponto de ebulição de 176-180 °C, densidade de 0,904 g/mL a 25 °C e ponto de fulgor de 137 °F. É classificado com o número CAS 61692-83-9, CBNumber CB4767240 e MOL File 61692-83-9.mol.